# Матијас Плахта
Матијас Плахта (  — Фрајбург, 16. мај 1991) професионални је немачки хокејаш на леду који игра на позицијама централног и крилног нападача.
Члан је сениорске репрезентације Немачке за коју је на међународној сцени дебитовао на светском првенству 2014. године. 
Највећи део досадашње каријере провео је у редовима екипе Адлера из Манхајма за коју је у немачкој лиги дебитовао још 2009. године. Са Адлером Кинк је освојио титулуе националног првака (у сезони 2014/15). 